# William Thoms
William John Thoms (16. prosince 1803 – 15. srpna 1885) byl britský spisovatel a starožitník. Proslavil se tím, že vymyslel a v roce 1846 pod pseudonymem Ambrose Merton jako první použil slovo folklór (v originále folk-lore).

## Život
William Thoms se narodil 16. prosince 1803 ve Westmistru v Anglii do rodiny úředníka na ministerstvu financí. William Thoms začal pracovat také jako úředník, a to v nemocnici v Chelsea. Tento post zastával do roku 1845, kdy byl jmenován úředníkem ve Sněmovně lordů. V roce 1863 zde byl jmenován knihovníkem. V roce 1882 rezignoval na práci ve Sněmovně lordů kvůli vysokému věku.
Thoms byl především starožitník. V roce 1838 se stal členem Society of Antiquaries (Společnost Starožitníků).
Od roku 1846 často publikoval pod pseudonymem Ambrose Merton. Možná s ohledem na svoji pozici ve Sněmovně lordů.
Působil v britském literárním časopise The Athenaeum. 22. srpna 1846 zde prvně publikoval článek s názvem „Folk-Lore“. Bylo to první užití tohoto slova v tisku. V té době se v Anglii používali termíny „Popular Antiquities“ (starožitnosti lidu) nebo „Popular Literature“ (lidová literatura). Thoms tvrdil, že spíše než o literaturu jde o tradici (anglicky „lore“). Z toho tedy slovo „folk-lore“ (česky folklór), tedy tradice lidu. Vyzval čtenáře, aby posílali dopisy s tematikou folkloru. Sloupky s názvem „Folk-Lore“ vycházely v The Athenaeum od srpna 1846 do prosince 1849. Tuto rubriku redigoval pod svým pseudonymem Ambrose Merton. Až teprve 26. října 1872 přiznal, že za pseudonymem se skrývá on.
V roce 1849 založil časopis Notes and Queries. Šlo o týdenní periodikum, které poskytovalo prostor pro akademickou korespondenci a diskuze. Pod vedením Thomse se tento časopis věnoval tematice folklóru, ale zpočátku zde tento výraz nebyl používán. Až 2. února 1850 bylo publikována výzva, aby čtenáři přispěli k tématu folk-lore. Od tohoto data byla i v Notes and Queries rubrika „Folk-Lore“, která zde přetrvala i po Thomsově rezignaci v roce 1872 a to pod vedením Johna Dorana.
Thoms definoval pojem folklor výčtem jeho forem: „The manners, customs, observances, superstitions, ballads, proverbs, etc., of olden time“ („Způsob života, obyčeje, dodržované rituály, pověry, balady, přísloví, atd., starších časů“). Koncept fokloru se vyvíjel již od 18. století v Německu, Thoms pouze vymyslel anglický termín, který odpovídal německému „Volkskunde“ , který používali například bratři Grimmové.
V roce 1876 publikoval Eliza Gutch v Notes and Queries příspěvek, který vybízel k založení „Folk-Lore Society“. Společnost byla o dva roky později založena. William Thoms připravil předmluvu pro první vydání časopisu této společnosti The Folk-Lore Record. Působil jako čelný představitel od roku 1878 do své smrti v roce 1885.
Zemřel 15. srpna 1885. Je pohřben v Londýně na Brompton Cementery. V roce 1828 se oženil s Laurou Sale, měli devět dětí.

## Dílo
V roce 1828, publikoval svou první knihu Early Prose Romaces s podporou Francise Douce. Největší vliv na jeho myšlení a dílo měla Deutsche Mythologie Jacoba Grimma, dále práce Johna Branda Popular Antiquities (celým názvem Observations on the popular antiquities of Great Britain: Including the Whole of Mr. Bourne's Antiquitates Vulgares). Také byl ovlivněn články Francise Palgravea a Waltera Scotta.
V 70. letech 19. století se věnoval výzkumu dlouhověkosti. Publikoval o tom knihu Human Longevity: Its Facts and Fictions (1873).
výběr
- Early Prose Romances, 1828
- The Book of the Court, 1838
- Anecdotes and Traditions illustrative of Early English History and Literature from Manuscript Sources, Camden Society 1839.
- Stow's Survey of London, 1842 ed.
- The History of Reynard the Fox, 1844,
- Gammer Gurton's Famous Histories of Sir Guy of Warwick, Sir Bevis of Hampton, Tom Hickathrift, Friar Bacon, Robin Hood, and the King and the Cobbler
- Gammer Gurton's Pleasant Stories of Patient Grissel, the Princess Rosetta, and Robin Goodfellow, and ballads of the Beggar's Daughter, the Babes in the Wood, and Fair Rosamond
- The Longevity of Man. Its Facts and Its Fictions. With a prefatory letter to Prof. Owen, C.B., F.R.S. on the limits and frequency of exceptional cases, London: F. Norgate, 1879.